# Encamp (település)
Encamp város Andorrában. Encamp közösség közigazgatási székhelye. Az ország fővárosától, Andorra la Vellától északkeleti irányban helyezkedik el, 1617 m-es tengerszint feletti magasságban, a Pireneusokban. Andorra harmadik legnépesebb települése a főváros és Les Escaldes után, lakosainak száma 8181 fő, 2005-ös becslések szerint.
A településről a környező hegycsúcsokra telekabin visz fel, a kötélpálya hossza 6200 m, az 1999-ben átadott rendszer Európa egyik leghosszabb kötélpályája.